# L'Héritière (téléfilm, 1997)
Pour les articles homonymes, voir L'Héritière.
L'Héritière (The Inheritance) est un téléfilm américain réalisé par Bobby Roth en 1997, adapté du roman The Inheritance de Louisa May Alcott (1849).

## Synopsis
Edith Adelon est une jeune fille orpheline qui fut recueillie bébé par Henry Hamilton, un homme riche et généreux. Elle est devenue la demoiselle de compagnie de sa fille unique, Amy. En dépit de son statut de subalterne, Edith est considérée comme un membre de la famille. 
Une jeune parente désargentée, Ida, vient séjourner chez les Hamilton dans le but de trouver un bon parti. Pour l'aider dans ce sens, les Hamilton invitent le séduisant sir James Percy. Celui-ci tombe sous le charme d'Edith, ce qui provoque la jalousie d'Amy...

## Fiche technique
- Titre : L'Héritière
- Titre original : The Inheritance
- Réalisation : Bobby Roth
- Scénario : Maria Nation d'après le roman de Louisa May Alcott
- Musique : Christopher Franke
- Costumes : Mary Malin
- Photographie : Shelly Johnson
- Production : Alliance Atlantis Communications, Alliance Communications Corporation, Cosgrove/Meurer Productions
- Pays d'origine :  États-Unis
- Langue : anglais
- Format : couleur - 1.33 : 1 - son : Stéréo
- Genre : drame sentimental
- Durée : 95 min
- Dates de sortie :
  -  États-Unis : 6 avril 1997
  -  France : 13 mai 2000[1]

## Distribution
- Cari Shayne : Edith Adelon
- Brigitta Dau : Amy Hamilton
- Paul Anthony Stewart (en) : Frederick Arlington
- Brigid Brannagh : Ida Glenshaw
- Michael Gallagher : Louis
- Max Gail (en) : Arliss Johnson
- Thomas Gibson (VF : Olivier Destrez) : James Percy
- Tom Conti : Henry Hamilton
- Meredith Baxter : Beatrice Hamilton
- Alicia Bergman : Emma
- Michelle Davison : la cuisinière
- Henry G. Sanders : le maréchal-ferrant

 Source et légende : version française (VF) sur RS Doublage